# Ceratosphys soutadei
Ceratosphys soutadei är en mångfotingart som beskrevs av Jean-Paul Mauriès 1969. Ceratosphys soutadei ingår i släktet Ceratosphys och familjen Opisthocheiridae. Inga underarter finns listade i Catalogue of Life.